# Tymfi
Tymfi o Tymphe, Timfi, también Tymphi ( en griego: Τύμφη, [ˈTimfi] ) es una montaña situada en la parte norte de la cordillera del Pindus, en el noroeste de Grecia. Es parte de la unidad regional de Ioannina y se encuentra en la región de Zagori, a pocos metros al sur del paralelo 40 °. Tymfi forma un macizo con su pico más alto, Gamila, de 2 497m.
El macizo de Tymfi incluye en su parte sur el desfiladero de Vikos, mientras que ambos forman parte del parque nacional de Vikos-Aoös, que recibe más de 100.000 visitantes al año. El antiguo municipio del mismo nombre debía su nombre a la montaña. También dio su nombre a la antigua tierra conocida como Tymphaea y a los timfeos, una de las tribus del antiguo Epiro.

## Etimología
Τύμφη se transcribe en muchas formas similares: Tymfi, Tymphe, Timfi o Tymphi . Se desconoce el significado exacto del nombre, pero se ha utilizado desde la antigüedad. El antiguo geógrafo Estrabón menciona el nombre "Tymphe" o "Stymphe" y se dice que la montaña dio su nombre a la antigua zona de Tymphaea y a la antigua tribu que la habitaba.
La etimología de los picos de las montañas son principalmente de origen griego. El pico más alto Gamíla ( Γκαμήλα , [gaˈmila] ) significa camello en griego; Karterós ( Καρτερός , [karteˈros] ) significa poderoso; Megála Lithária ( Μεγάλα Λιθάρια , [meˈɣala liˈθarja] ) significa literalmente grandes rocas en griego; Astráka ( Αστράκα , [aˈstraka] ) es la palabra griega para canalón; y Lápato ( Λάπατο , [ˈLapato] ) es la palabra griega para acedera. Algunos picos con etimologías no griegas incluyen el tercer pico más alto de la montaña, Goúra ( Γκούρα , [ˈGura] ) que proviene de la palabra albanesa gur que significa roca; y Tsoúka Róssa ( Τσούκα Ρόσσα , [ˈT͡suka ˈrosa] ) que significa "pico rojo" en arrumano .

## Geografía
La montaña está rodeada por varios macizos que también forman parte de la cordillera norte del Pindus. Al noreste de Tymfi se encuentra la montaña más alta del Pindo, Smolikas. Al norte se encuentra la montaña de Trapezitsa, al este Lygkos y al sur Mitsikeli. El río Aoos fluye al norte y su afluente Voidomatis al suroeste. El desfiladero de Vikos está formado por este último hacia el lado suroeste de la montaña. La longitud de la montaña es de aproximadamente 20 a 25 km con una dirección de este a oeste y su anchura es de aproximadamente 15 km de norte a sur. Las laderas sur y sureste de la montaña son comparativamente suaves. Sin embargo, la vertiente norte forma acantilados que alcanzan los 400 m, mientras que la vertiente occidental es igualmente escarpada, ya que la montaña está fragmentada por el desfiladero de Vikos.
El macizo incluye varios picos que se sitúan por encima de los 2400 m. De oeste a este, los más destacados son los siguientes: Astraka, 2.436 m, Ploskos, 2.377 m, Gamila, 2.497 m, Gamila ΙΙ, 2.480 m, Karteros, 2.478 m, Megala Litharia, 2.467 m, Tsouka Rossa, 2.379 m, y Gkoura, 2.466 m. A excepción del Astraka, los picos están dispuestos de norte a noreste y sus laderas meridionales forman una meseta. El Astraka, al ser el único pico situado al sur, domina esa meseta con su cara norte. Un refugio de montaña llamado D. Georgoulis(en griego), que funciona durante los meses de verano, está situado en el paso de montaña entre los picos de Astraka y Lapatos a 1930 m de altitud. En la montaña se forman varios lagos, algunos de los cuales desaguan durante el verano. De los que mantienen el agua durante todo el año el más famoso es Drakolimni (lit. "lago del dragón" en griego), una formación que se creó tras el retroceso de los glaciares. Se encuentra a una altura de 2.000 m al noroeste de Ploskos. Su profundidad máxima es de 4,95 m, mientras que su superficie cubre 1 ha.

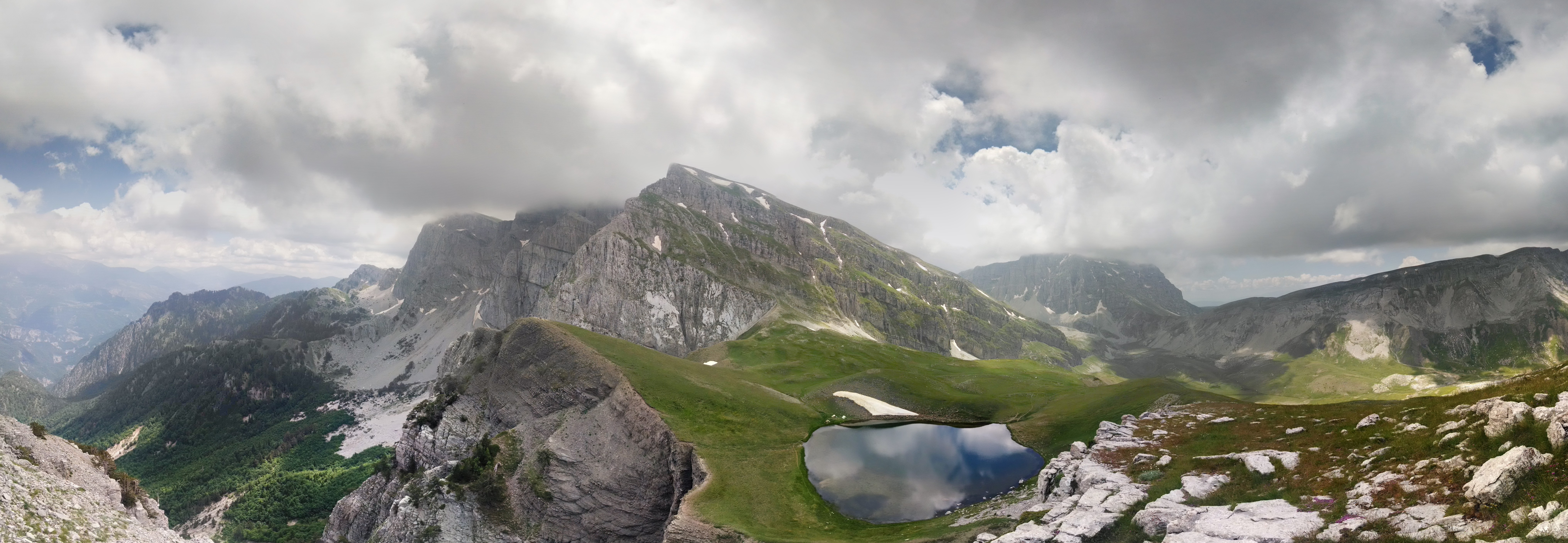
Una vista panorámica del monte Tímfi. A la izquierda se ve el pico Gamíla entre las nubes, en el centro está Plóskos y debajo el lago Drakolímni, a la derecha coronada en nubes está Astráka, y en el extremo derecho Lápatos. En la frontera entre Astráka y Lapatos está el refugio D. Georgoulis.

### Geología
El monte Tymfi representa una serie de bloques de falla levantados y escarpes con fallas, y está compuesto en su mayor parte por caliza del Paleoceno-Eoceno, con algunas exposiciones de dolomita y caliza del Campaniano-Jurásico en la escarpa norte. Las laderas inferiores están dominadas por rocas de flysch más jóvenes, que consisten en finos lechos de areniscas graduadas intercaladas con limolitas más blandas y fisibles. En las tierras altas del monte Tymfi prevalecieron unas condiciones glaciares prolongadas durante el periodo cuaternario tardío, hace unos 28.000 años. El paisaje glaciar está bien desarrollado, sobre todo en las laderas meridionales del monte Tymfi, a lo largo de la meseta de Astraka-Gamila, y en el terreno de las tierras altas por encima de las aldeas de Skamneli y Tsepelovo, donde las morrenas laterales y terminales forman importantes rasgos del paisaje. Otras formas de depósitos glaciares, que se extienden hasta los 850 m sobre el nivel del mar, son los glaciares de roca y los pavimentos calcáreos.

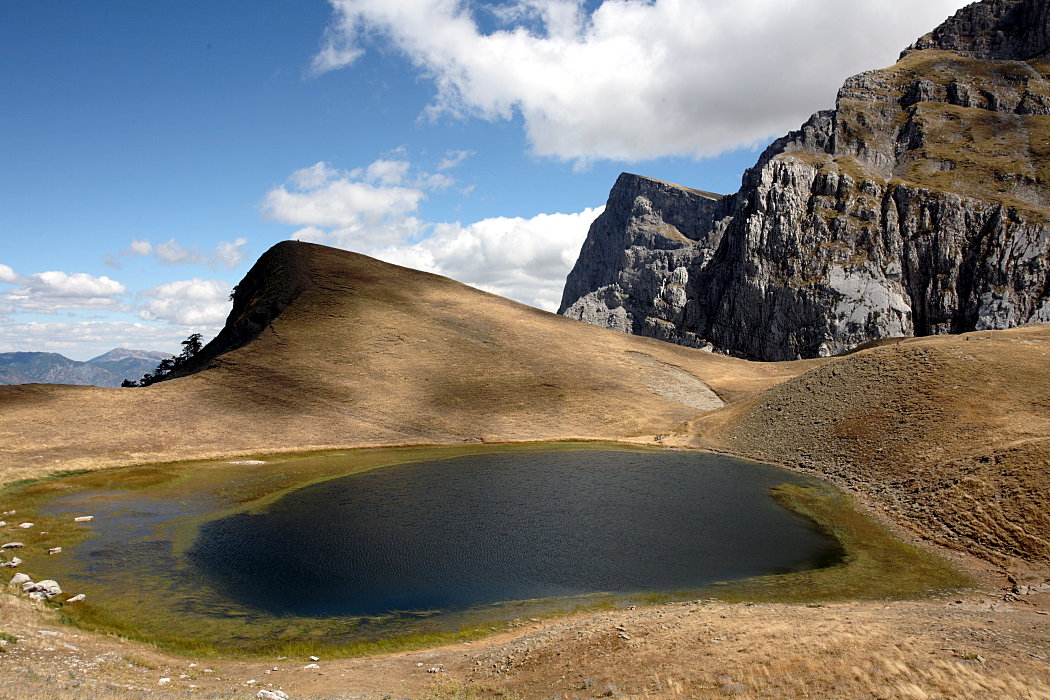
Drakolímni (2054 m) con la cumbre Gamíla (2497 m) al fondo. Los acantilados del borde derecho del cuadro pertenecen a Plóskos (2377 m)

En los alrededores del pueblo de Papingo, situado cerca de los picos Gamila y Astraka, se encuentran varias cuevas y precipicios verticales. Algunas de ellas llevan nombres inspirados en la mitología, como el Agujero de Odiseo y el Abismo de Epos. Éstas están siendo estudiadas y exploradas por los aficionados a la espeleología. La cueva de "Provatina" (Lit. "Cueva de Ewe"), con una profundidad de 408 m, una de las más profundas del mundo, fue descubierta por primera vez en 1965 por espeleólogos británicos del Club de Espeleología de la Universidad de Cambridge, y desde entonces ha sido estudiada por un gran número de expediciones. La cercana sima de Epos, con una profundidad de 451 m, drena el agua procedente de las mesetas circundantes.

### Clima
No hay ninguna estación meteorológica en la propia montaña y la más cercana se encuentra en el pueblo de Papingo. El clima general del parque nacional del Vikos-Aoös, que incluye la montaña, es mediterráneo, con transición a continental. El carácter mediterráneo se caracteriza por la distribución anual de las precipitaciones, que son elevadas en los meses de invierno y experimentan un período de sequía de dos a tres meses en verano. El elemento climático continental se atribuye a la gran amplitud de la variación anual de la temperatura, hasta el punto de que la diferencia entre la temperatura media máxima y la media mínima anual, supera los 40 °C. Durante los meses de invierno se dan en la zona temperaturas extremadamente bajas. En comparación con las divisiones bioclimáticas mediterráneas, la zona pertenece a la zona húmeda con inviernos fríos. Las condiciones en la montaña pueden ser significativamente diferentes de las de las regiones más bajas de la misma zona. Los inviernos son especialmente duros y la montaña está cubierta de nieve desde el otoño hasta finales de mayo.

## Αcceso
La montaña está situada en la región de Zagori y los asentamientos más cercanos son principalmente pueblos. Iliochori, Vrysochori y Laista se encuentran al este, Skamneli y Tsepelovo al sur, y Papingo y Vikos al oeste y suroeste respectivamente. Las instalaciones de los pueblos mencionados varían, pero la mayoría de ellos ofrecen restaurantes y servicios de alojamiento. La ciudad más cercana es Konitsa, al noroeste. La ciudad más cercana con aeropuerto es Ioannina, a unos 60 km al sur de Papingo. El servicio de autobuses desde Ioannina ofrece siete autobuses diarios a Konitsa y dos servicios semanales a Papingo (los viernes) desde 2011. La GR-20 (Kozani - Siatista - Ioannina) pasa cerca de las laderas oeste, noroeste y norte de la montaña.

## Fauna silvestre
La mayor parte de la montaña, con la excepción de su parte más al sur alrededor del pico de Astraka, forma parte del parque nacional Vikos-Aoös . El parque es un área protegida designada y los visitantes deben conocer las limitaciones a las actividades impuestas por la ley. El Fondo Mundial para la Naturaleza (WWF) administra un centro de información en el pueblo de Papingo.
Tymfi tiene la mayor población registrada de venado rebeco de los Balcanes (Rupicapra rupicapra balcanica ) en Grecia, con una población entre 120-130 individuos de una población nacional estimada entre 477-750. Aunque la gamuza está registrada como de menor preocupación en la lista roja de la UICN, la subespecie balcanica cuenta con algunos miles de individuos y se cree que sus poblaciones están disminuyendo.  Según la Sociedad Helénica de Ornitología, el monte Tymfi junto con la montaña vecina Smolikas son regiones importantes para la cría de aves rapaces, especies de aves alpinas y que habitan en los bosques. En la región se reproducen el alimoche, el águila culebrera, el zorzal rojizo de cola rufa, mientras que especies como el águila real, el chova de pico rojo, la perdiz de roca, el chova alpina, el trepador, el pinzón blanco de alas blancas y el acentor alpino son sedentarios. También están presentes especies de reptiles y anfibios alpinos. Vipera ursinii vive en los prados subalpinos de la montaña y se considera un taxón amenazado. Los tritones alpinos anfibios ( Triturus Alpestris ), que viven en los lagos alpinos de la montaña, principalmente en Drakolimni y sus alrededores, están asociados con cuentos populares locales de dragones y batallas de dragones. Los sapos de vientre amarillo ( Bombina variegata ) también son comunes en esa misma zona.

## Galería

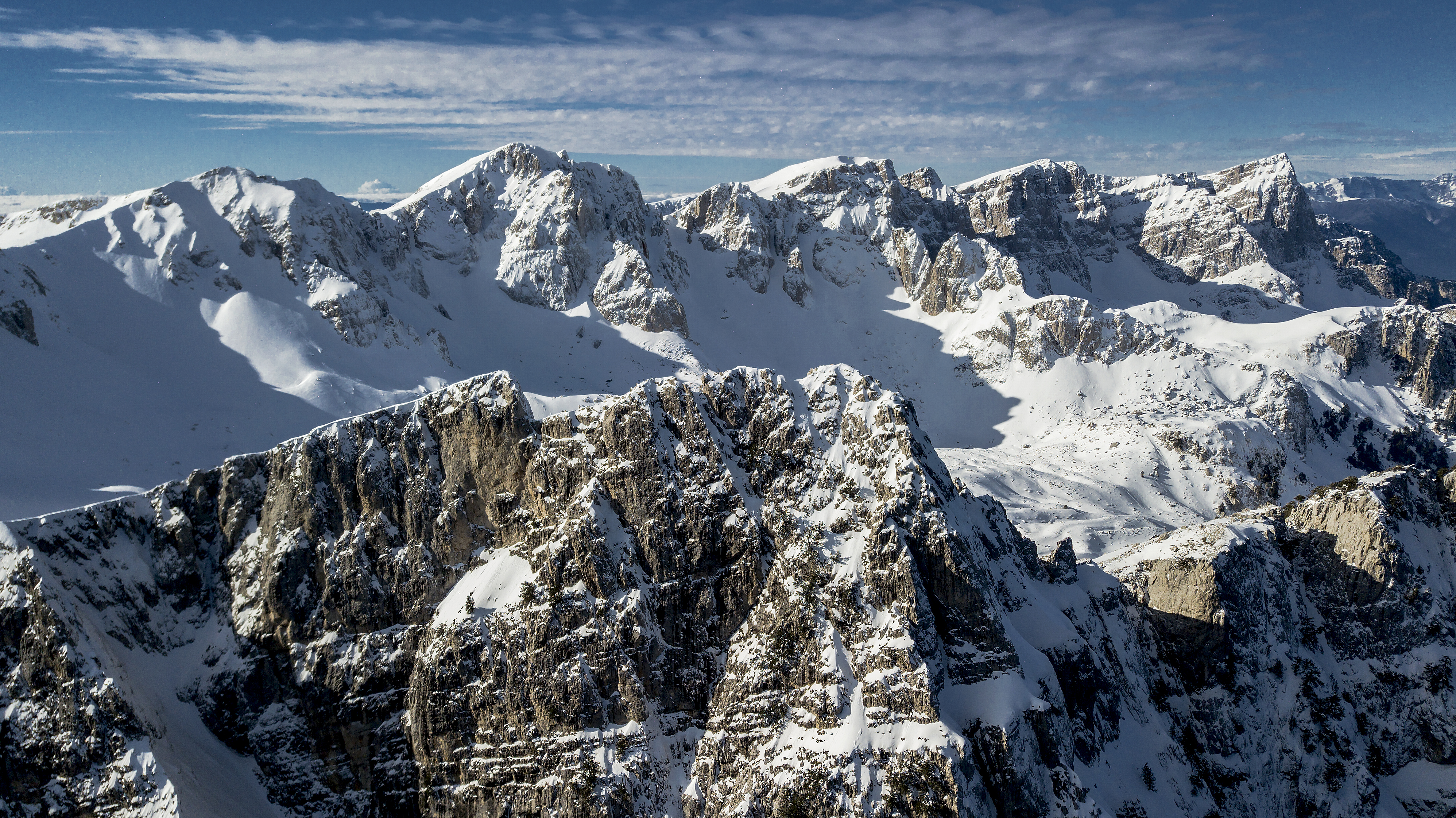
Fotografía aérea del monte. Timfi
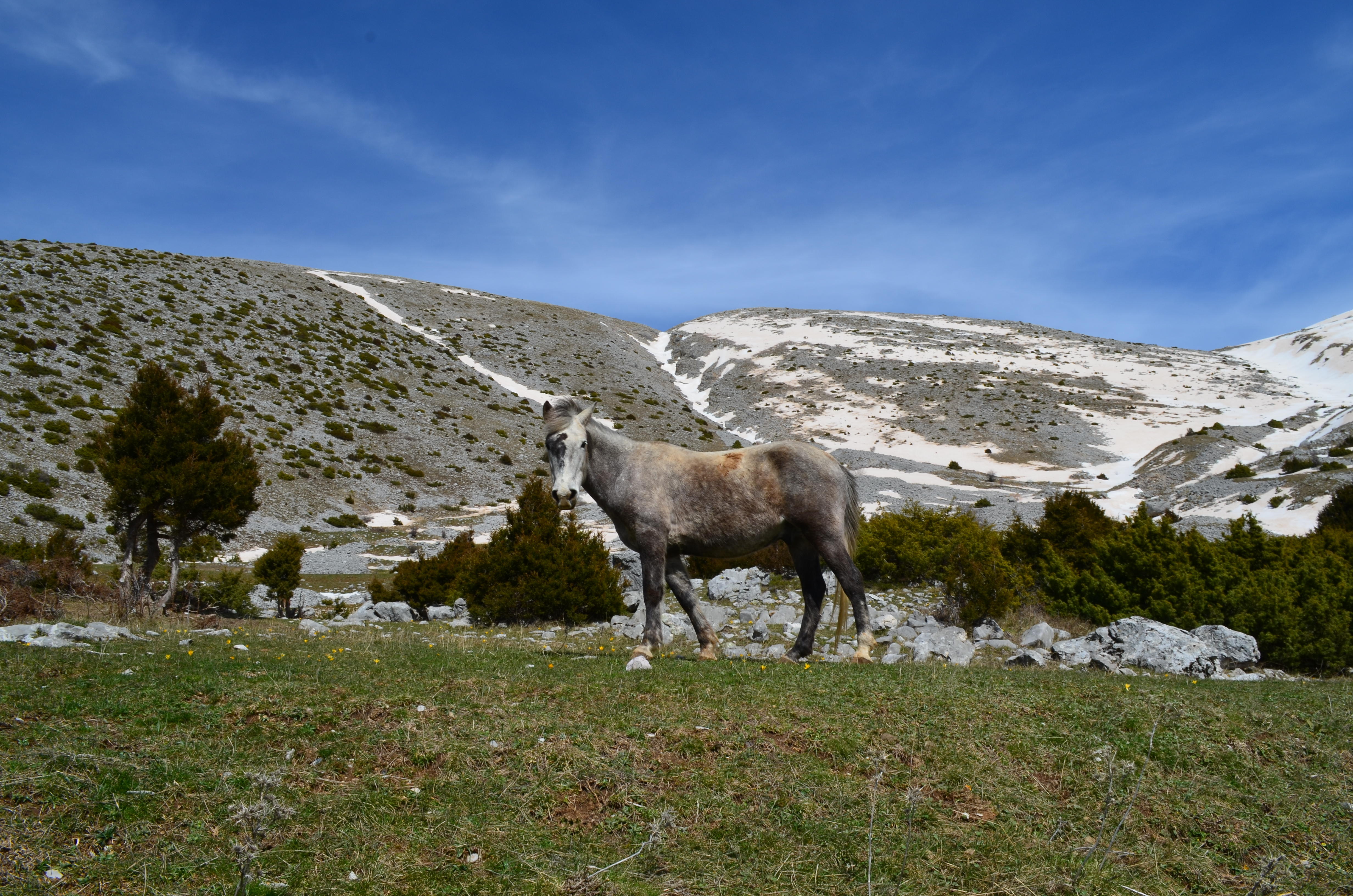
Caballo en el paisaje nevado del monte Timfi
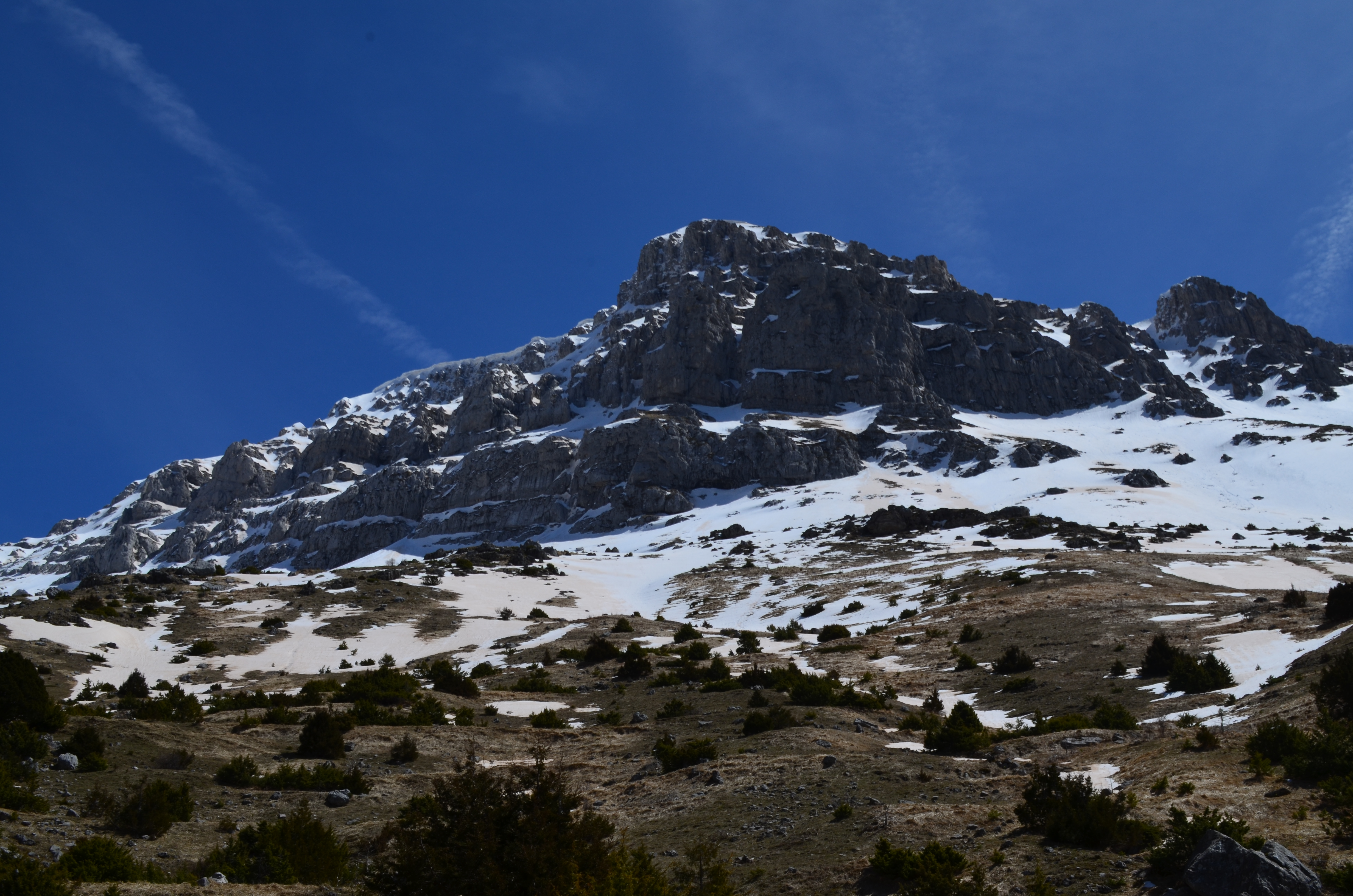
Paisaje nevado del monte. Timfi
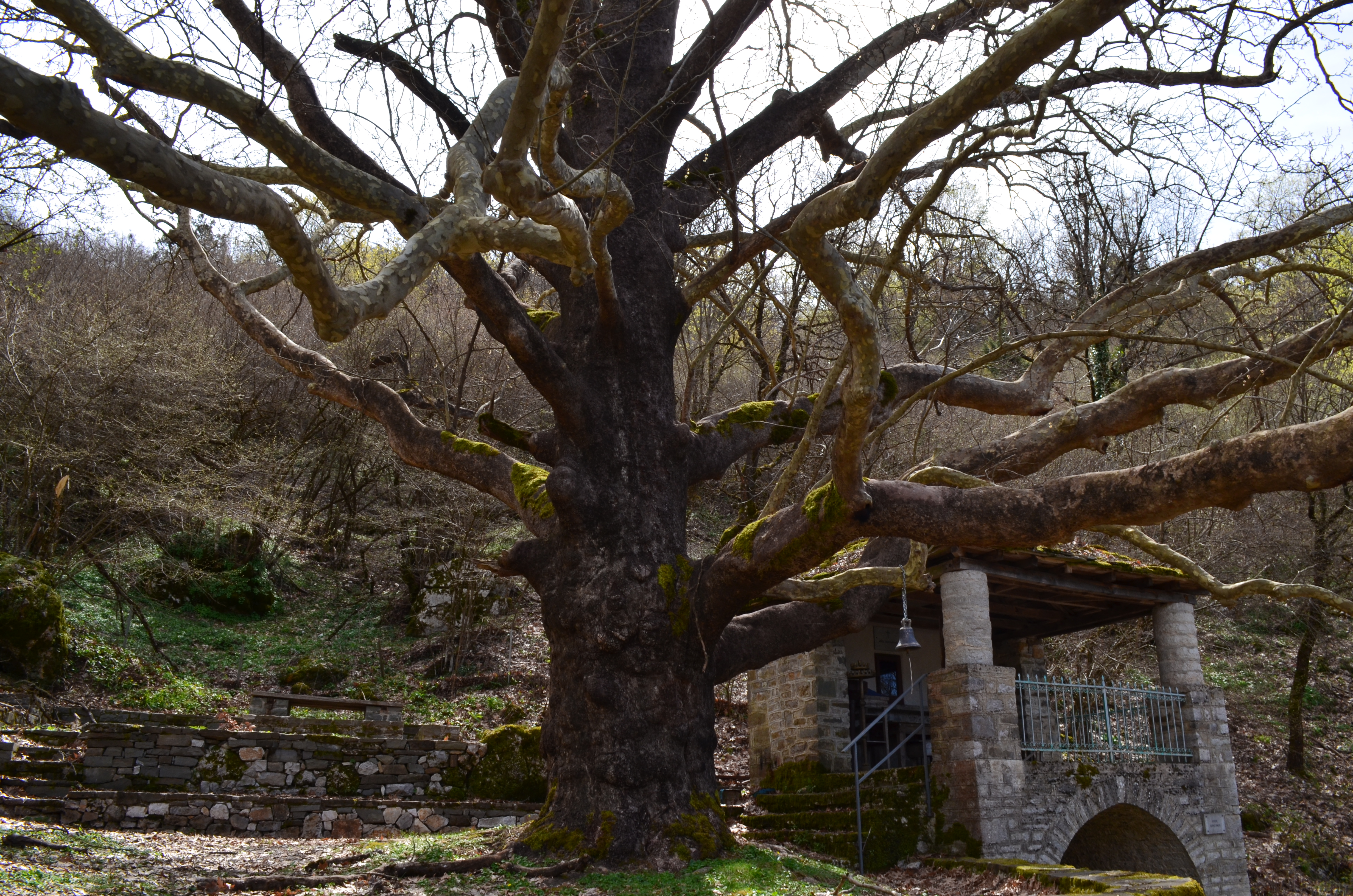
Paisaje del monte. Timfi
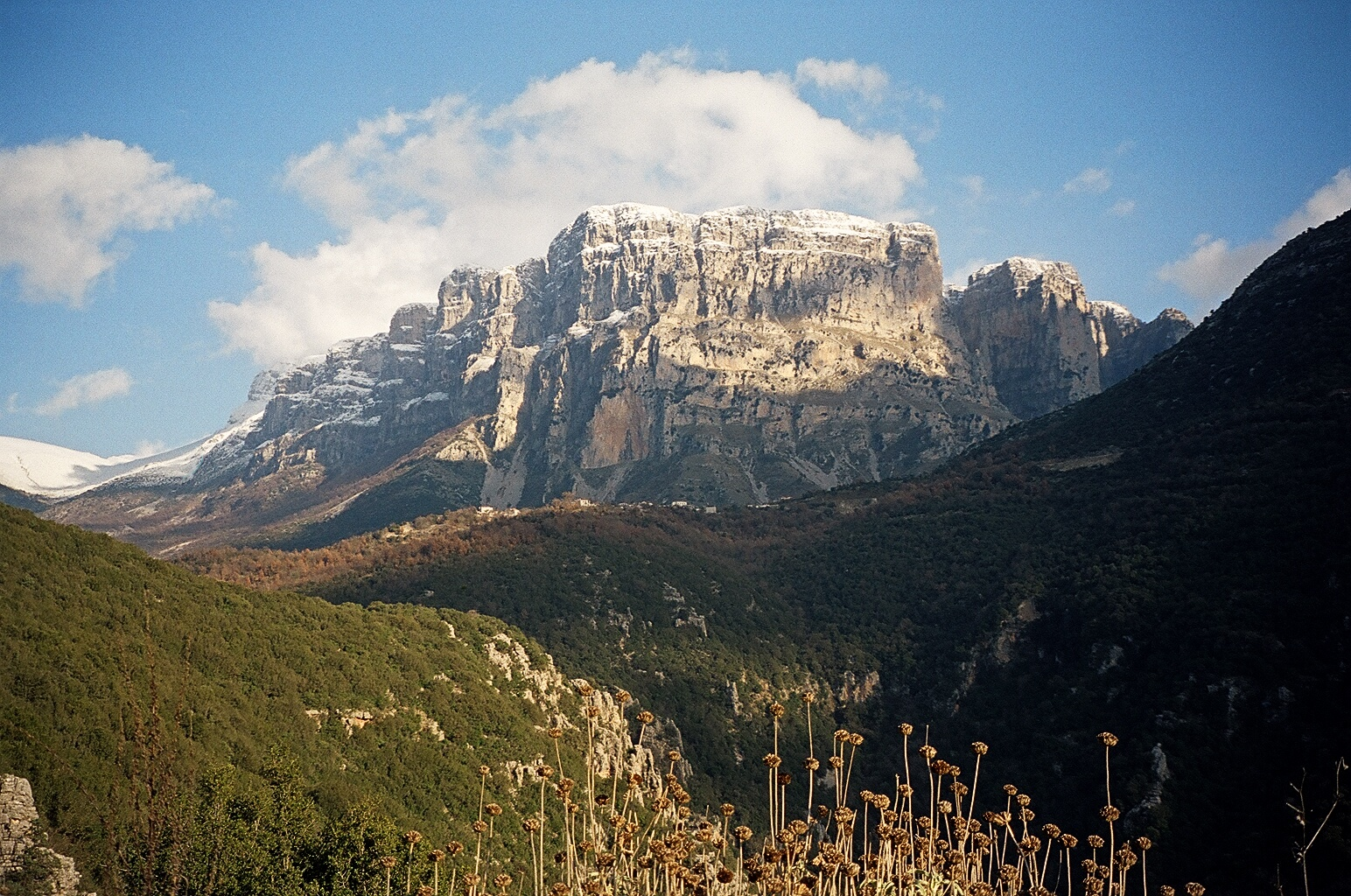
Monte Timfi (pico Gamila)